# Теорема Каратеодори — Фейера
Теорема Каратеодори — Фейера:
Пусть
{\displaystyle P(z)=~c_{0}+~c_{1}z+\ldots +c_{n-1}z^{n-1}}
многочлен, {\displaystyle P\not \equiv 0}. Существует единственная рациональная функция
{\displaystyle R(z)=R(z,~c_{0},~c_{1},\ldots ,~c_{n-1})}
вида
{\displaystyle R(z)=\lambda {{\bar {\alpha }}_{n-1}+{\bar {\alpha }}_{n-2}z+\ldots +{\bar {\alpha }}_{0}z^{n-1} \over \alpha _{0}+\alpha _{1}z+\ldots +\alpha _{n-1}z^{n-1}},\ \lambda >0,}
регулярная в {\displaystyle \left|z\right|\leqslant 1} и имеющая в своём разложении в ряд Маклорена {\displaystyle n} первых коэффициентов, равных соответственно {\displaystyle c_{0},~c_{1},\ldots ,~c_{n-1}}. Эта функция, и только она, реализует наименьшее значение
{\displaystyle M_{f}=\sup _{\left|z\right|<1}\left|f(z)\right|}
в классе всех регулярных в круге {\displaystyle \left|z\right|<1} функций {\displaystyle f(z)} вида
{\displaystyle f(z)=P(z)+~a_{n}z^{n}+\ldots ,}
и указанное наименьшее значение равно
{\displaystyle \lambda =\lambda (c_{0},~c_{1},\ldots ,~c_{n-1})}
Число {\displaystyle \lambda (c_{0},~c_{1},\ldots ,~c_{n-1})} равно наибольшему положительному корню уравнения {\displaystyle 2n}-й степени
{\displaystyle {\begin{vmatrix}-\lambda &0&\ldots &0&c_{0}&c_{1}&\ldots &c_{n-1}\\0&-\lambda &\ldots &0&0&c_{0}&\ldots &c_{n-2}\\\ldots &\ldots &\ldots &\ldots &\ldots &\ldots &\ldots &\ldots \\0&0&\ldots &-\lambda &0&0&\ldots &c_{0}\\{\bar {c_{0}}}&0&\ldots &0&-\lambda &0&\ldots &0\\{\bar {c_{1}}}&{\bar {c_{0}}}&\ldots &0&0&-\lambda &\ldots &0\\\ldots &\ldots &\ldots &\ldots &\ldots &\ldots &\ldots &\ldots \\{\bar {c}}_{n-1}&{\bar {c}}_{n-2}&\ldots &{\bar {c}}_{0}&0&0&\ldots &-\lambda \end{vmatrix}}}
Если {\displaystyle c_{0},~c_{1},\ldots ,~c_{n-1}} — действительные числа, то {\displaystyle \lambda (c_{0},~c_{1},\ldots ,~c_{n-1})} являются наибольшим из абсолютных значений корней уравнения {\displaystyle n}-й степени
{\displaystyle {\begin{vmatrix}-\lambda &0&\ldots &0&c_{0}\\0&-\lambda &\ldots &c_{0}&c_{1}\\\ldots &\ldots &\ldots &\ldots &\ldots \\c_{0}&c_{1}&\ldots &c_{n-2}&c_{n-1}-\lambda \end{vmatrix}}=0}